# Головний атмосферний фронт
Головни́й атмосфе́рний фро́нт — малорухливий атмосферний фронт, який поділяє основні географічні типи повітряних мас планети. Характеризується мінливим станом метеорологічних елементів. Найактивніші глобальні атмосферні фронти у північній та південній півкулі: арктичний і полярний. Тропічний фронт формується на межі тропічного та екваторіального повітря. Зона, де холодне повітря рухається у бік теплого, називається холодним фронтом, а зона, де тепле повітря рухається у бік холодного — теплим фронтом. У тропічному фронті відбувається утворення тропічних циклонів, аналогічні процеси відбуваються і у зонах між сусідніми субтропічними антициклонами.